# Mieke Laureys
Mieke Laureys (Sint-Niklaas, 1974) is een Vlaamse actrice en regisseur.
Ze studeerde af in de musicalafdeling van het Hoger Instituut voor Dans in Lier.
Haar bekendste rol is die van Betty Verdoodt-Delange in Alexander.
Ze speelt ook vaak in theater onder andere de rol van Pippi Langkous in de gelijknamige musical in 1998.
Ze is vooral actief in theater. Ze regisseerde en speelde in heel wat voorstellingen van De Kolonie MT. Ook maakt en speelde Laureys voorstellingen bij theater Froe Froe, HETGEVOLG en Ensemble Leporello.
Sinds 2023 is Laureys artistiek leider van Johnny Mus (voorheen De Kolonie MT).
Ze heeft een relatie met acteur Mark Stroobants, bekend als Rudy Dams uit Witse, ze speelde ook zijn vrouw Martje in die bekende politieserie.

## Hoofdrollen
| Programma     | Rol                    | Periode       |
| ------------- | ---------------------- | ------------- |
| Alexander     | Betty Verdoodt-Delange | 2001          |
| Happy Singles | Elke Moreels           | 2008          |
| Thuis         | Barbara Vinck          | 2009 tot 2010 |

## Gastrollen
| Programma           | Rol                           | Periode       |
| ------------------- | ----------------------------- | ------------- |
| Vennebos            | Sandra Coppieters             | 1997 tot 1998 |
| Spoed               | Virginie                      | 2000          |
| Flikken             | Yolande                       | 2001          |
| W817                | Vampirella                    | 2002          |
| F.C. De Kampioenen  | Marthe De Donder              | 2002          |
| The Fairytaler      | stem Verschillende personages | 2003 tot 2005 |
| Zone Stad           | prostituee                    | 2003          |
| De Wet volgens Milo | Marieke Dendermonde           | 2005          |
| Rupel               | Tine Lamoen                   | 2005          |
| Drakenjagers        | stem Zaza                     | 2005 tot 2008 |
| Witse               | Martje Dams                   | 2005 tot 2009 |
| De Kotmadam         | Marina                        | 2010          |
| Ik weet wat je deed | stem kipling aapje            | 2010          |
| Heidi               | stem Dienstmeid Tinette       | 2011 tot 2013 |